# Gengyin
Zhu Yihai, Príncipe de Lu, fue emperador de la dinastía Ming en China entre 1645 y 1655, con el nombre de Gengyin. Fue uno de los epígonos llamados Ming Meridionales, en oposición a varios pretendientes: el regente Zhu Changfang, Príncipe de Luh, que no llegó a proclamarse emperador (1645–1646); Zhu Yujian, Príncipe de Tang, que se proclamó emperador con el nombre de Longwu (1645–1646); su hermano Zhu Yuyue, Príncipe de Tang, proclamado Shaowu (1646–1647); Zhu Changqing, Príncipe de Huai, que se hizo llamar Dongwu (1648-1649); y Zhu Youlang, Príncipe de Gui, cuyo nombre imperial fue Yongli (1646–1662).

## Vida
Descendiente en décima generación del emperador Hongwu, sucedió a su hermano Zhu Yipai y fue uno de los baluartes de la resistencia de los Ming Meridionales contra los manchúes. Siendo el príncipe más respetado y capacitado de la casa imperial, se postuló su nombre para suceder a Chongzhen, pero la corona acabó recayendo en el disoluto Hongguang, nieto del emperador Wanli, más cercano en la línea sucesoria. El rápido desmoronamiento de su régimen le llevó a proclamarse emperador tras la caída de Nanjing. Éstableció su corte en Amoy en 1646, donde se atrajo la lealtad de los señores de la guerra de la costa tras la caída de los pretendientes Longwu y Shaowu. Su estrategia se centró en intentar alzar en armas al continente contra los manchúes mientras sus flotas les atacaban por mar.
En 1649 se trasladó a la isla de Zhoushan, y en 1651 huyó a la isla de Kinmen, donde fallecería en 1655, poco antes de que fuera conquistada por los Qing. Su hijo Zhu Hongheng se acogió a la protección de Zheng Jing, rey pirata de Formosa, sin llegar a reclamar el título imperial.